# Stadtbibliothek Marzahn-Hellersdorf
Die Stadtbibliothek Marzahn-Hellersdorf ist ein öffentliches Bibliothekssystem in Trägerschaft des Berliner Bezirks Marzahn-Hellersdorf, Abteilung Amt für Weiterbildung und Kultur Fachbereich Bibliotheken. Die Verwaltung befindet sich im Freizeitforum Marzahn in der Marzahner Promenade 54. Die Bibliothek weist einen Bestand von 279.233 Medieneinheiten auf, die im Jahr 2022 von 341.524 Besuchern etwa 1,1 Millionen Mal entliehen wurden. Darüber hinaus organisierte die Bibliothek im gleichen Zeitraum über 1000 Veranstaltungen, Führungen und Ausstellungen.

## Geschichte

### 1979–1990
Die Wurzeln der heutigen Bibliothek gehen zurück auf die Gründung der Volksbücherei Mahlsdorf im Jahre 1905. Sie überschneiden sich durch die Neugliederung der Bezirke und Stadtbezirke mit der Geschichte der Stadtbibliothek Lichtenberg. Die Gründung der Stadtbibliothek Marzahn erfolgte 1979 durch die Übernahme der Bibliotheken in Mahlsdorf, Kaulsdorf und von zwei Bibliotheken in Biesdorf sowie der Stadtbibliothek Lichtenberg. Am 3. Oktober 1980 konnte die rekonstruierte Bibliothek Kaulsdorf in der Heinrich-Grüber-Straße 20 wiedereröffnet werden. Am 1. Juli 1982 konnte die Erich-Weinert-Bibliothek (→ Erich Weinert) am Helene-Weigel-Platz 4 mit 31.000 Medien eröffnet werden. Die Bibliothek hatte die erste Artothek in Marzahn mit 135 Bildern. Nach Umzug der Erwachsenenbibliothek Biesdorf von der Köpenicker Straße 1 ins Schloss Biesdorf fand die Eröffnung am 14. Februar 1983 statt. Während der 1980er Jahre entstanden mehrere Kinderbibliotheken.
Am 3. Juni 1985 konnte die Fontane-Bibliothek (→ Theodor Fontane) im Neubaugebiet Marzahn-Ost, Brodowiner Ring 16 mit einem Anfangsbestand von 19.000 Medieneinheiten eröffnet werden und am 15. August 1986 die Ehm-Welk-Bibliothek (→ Ehm Welk) im 2. Neubaugebiet von Kaulsdorf-Nord, Luzinstraße 28–30. Die neue Stadtbibliothek Hellersdorf übernahm zum 1. Januar 1987 die Bibliothek Mahlsdorf, die Bibliothek Kaulsdorf und zwei Bibliotheken in Kaulsdorf-Nord. Im Dorf Marzahn, Alt-Marzahn 55, wurde am 15. Februar 1988 die Heinz-Lüdecke-Bibliothek mit 30.000 Medieneinheiten eröffnet. Am 27. September folgte die Konstantin-Simonow-Bibliothek (→ Konstantin Simonow), Suhler Straße 33 mit 14.400 Medieneinheiten und am 24. Juli 1989 die Eröffnung der Horst-Bastian-Bibliothek (→ Horst Bastian) in den Ringkolonnaden, Mehrower Allee 28 mit 27.500 Medieneinheiten. 
Nach der Wende wurde die Stadtbibliothek Marzahn der neuen Abteilung Bildung und Kultur des Bezirksamtes Marzahn zugeordnet.

### 1991–2000
Zur Eröffnung der Marzahner Hauptbibliothek im Freizeitforum Marzahn, Marzahner Promenade 52–54, heute Mark-Twain-Bibliothek (benannt nach Mark Twain), am 30. September 1991 gehörten 91.000 Medien zum Bestand. Die Hauptbibliothek besteht aus Bibliotheken für Erwachsene und Kinder sowie aus Phonothek, Artothek und Videothek. Im Juni 1992 zog die Stadtteilbibliothek Mahlsdorf in die Kuhnaustraße 6 um, weil die Räume in der Hönower Straße wegen einer Restitutionsklage geräumt werden mussten. Die Stadtteilbibliothek Stendaler Straße 74 eröffnete mit 18.339 Medieneinheiten. Zum 1. Juni 1993 übernahm die Hauptbibliothek eine englischsprachige Bibliothek der US-Army aus Stuttgart mit 21.000 Bänden. Am 13. März 1994 eröffnete die Ehm-Welk-Bibliothek am neuen Standort, Alte Hellersdorfer Straße 125 und am 9. Dezember desselben Jahres die Heinrich-von-Kleist-Bibliothek (→ Heinrich von Kleist) in Marzahn-Nord, Havemannstraße 17 B mit 32.000 Medieneinheiten. Zum 31. Dezember 1994 schloss die Bibliothek Kaulsdorf Nord, Teterower Ring 43 und eröffnete am neuen Standort Cecilienstraße 222 am 9. April 1995 mit 28.491 Medieneinheiten.

### Seit 2001
Die Hauptbibliothek erhielt 1997 den Namen Mark Twain. Zum 1. Januar 2001 fusionierten die Stadtbezirke Marzahn und Hellersdorf zum Großbezirk Marzahn-Hellersdorf. Dadurch erhielt die Mark-Twain-Bibliothek den Status einer Bezirkszentralbibliothek (BZB) Mark Twain, und die Ehm-Welk-Bibliothek wurde zur Mittelpunktbibliothek Ehm Welk.
Die 2000er Jahre standen im Zeichen der Schließung mehrerer Bibliotheken. 2002 schlossen die Kinderbibliothek Biesdorf und die Stadtteilbibliothek „Konstantin Simonow“, deren Bestand an die Stadtbibliothek Bad Schandau gespendet wurde, die vom Hochwasser schwer beschädigt worden war. 2003 schlossen die Stadtteilbibliothek „Horst Bastian“, die Stadtteilbibliothek „Heinz Lüdecke“ und die Stadtteilbibliothek Stendaler Straße. 2004 schloss die Stadtteilbibliothek Heinrich von Kleist wegen Rückbaumaßnahmen am Gebäude der Havemannstraße 17b. Zum 3. Juni 2005 eröffnete das Lesecafé in der 3. Etage der Bezirkszentralbibliothek Mark Twain. Die Stadtteilbibliothek Mahlsdorf am Standort Kuhnaustr. 6 schloss 2005 und eröffnete zum 16. Januar 2006 im B1 Center, Alt-Mahlsdorf 24–26. 2011 wurde die Bezirkszentralbibliothek Mark Twain wegen Brandschutzsanierung, Einbau eines Personenaufzugs und Erneuerung der WCs für sieben Monate geschlossen. 2014 erfolgte die Unterzeichnung des Kooperationsvertrages zwischen der Wohnungsgenossenschaft Marzahner Tor eG und dem Förderverein Stadtbibliothek Marzahn-Hellersdorf e. V., der auf einer engen Zusammenarbeit mit der Bezirkszentralbibliothek Mark Twain basiert.
Im Jahr 2013 erstellte die Bibliothek mit Konrad Umlauf vom Institut für Bibliotheks- und Informationswissenschaft der Humboldt-Universität zu Berlin ein neues Bibliothekskonzept, das die Ressourcen (Stärken, Schwächen, Chancen) und Risiken gegeneinander abwägt.

## Profil
Folgendes Leitbild kennzeichnet das Profil der Bezirksbibliothek:

„[…] Als öffentliche Bibliothek nimmt die Stadtbibliothek eine wichtige Rolle als kulturelles Zentrum und als Begegnungs- und Kommunikationsstätte des Bezirkes wahr. Für die Arbeit stehen die individuellen Bedürfnisse der Bürgerinnen und Bürger im Vordergrund und es wird darauf Wert gelegt, dass die Qualität der Arbeit und der Angebote ein hohes Niveau hat.
Das erreicht die Bibliothek durch ein aktuelles und nachfrageorientiertes Medienangebot, durch kompetente und freundliche Beratung, eine engagierte, zuverlässige, verantwortungs- und kostenbewusste Arbeit und die kontinuierliche Verbesserung der Dienstleistungen.“

In der Bezirkszentralbibliothek Mark Twain findet monatlich eine Schreibwerkstatt für Schüler ab 11 Jahren und gesondert für Erwachsene statt. Die Bibliothek bietet Raum für Ausstellungen und veranstaltet regelmäßig Gesprächsrunden wie Literarischer Kaffeeplausch, die Lesereihe Das literarische Frühstück oder die Veranstaltungsreihe Live bei Kleist in der Heinrich-von-Kleist-Bibliothek.

## Einrichtungen
Derzeit (Stand Februar 2024) befinden sich sechs verschiedene Einrichtungen im ganzen Bezirk verteilt.
| Name                                    | Adresse                                        | Ortsteil    | Namensgeber                   | Bestand | Bild |
| --------------------------------------- | ---------------------------------------------- | ----------- | ----------------------------- | ------- | ---- |
| Bezirkszentralbibliothek Mark Twain     | Marzahner Promenade 55, 12679 Berlin           | Marzahn     | Mark Twain                    | 130.000 |      |
| Stadtteilbibliothek Heinrich von Kleist | Havemannstraße 17B, 12689 Berlin               | Marzahn     | Heinrich von Kleist           | 018.000 |      |
| Mittelpunktbibliothek Ehm Welk          | Alte Hellersdorfer Straße 125, 12629 Berlin    | Hellersdorf | Ehm Welk                      | 057.500 |      |
| Stadtteilbibliothek Kaulsdorf Nord      | Cecilienplatz 12, 12619 Berlin Bis Ende 2020   | Hellersdorf | geografische Lage im Ortsteil | 030.000 |      |
| Stadtteilbibliothek Erich Weinert       | Helene-Weigel-Platz 4, 12681 Berlin im Rathaus | Marzahn     | Erich Weinert                 | 040.000 |      |
| Stadtteilbibliothek Mahlsdorf           | Alt-Mahlsdorf 24, 12623 Mahlsdorf              | Mahlsdorf   | Ortsteil                      | 025.000 |      |

## Medien
Die Bibliothek hat einen Bestand von rund 280.000 Medien, darunter DVDs, Blu-Rays, konventionelle und elektronische Spiele, Hörbücher, Zeitschriften und Bücher. In der Artothek werden 400 Gemälde und Grafiken zur Ausleihe angeboten. Zum Bestand gehören auch 9000 fremdsprachige Medien (englisch, vietnamesisch, spanisch, russisch, französisch, arabisch).
Die Musikbibliothek in der Bezirkszentralbibliothek besitzt 7500 Notenblätter für fast alle Instrumente und Besetzungen, Partituren, Klavierauszüge, Instrumentalschulen, Rock- und Pop-Songbooks und Jazznoten, 16.000 VDs, 6000 Musikbücher zur klassischen oder populären Musik, 2287 Musik DVD und Blu-ray sowie 28 Musikzeitschriften. Über 40 verschiedene Musikinstrumente wie Gitarren, Ukulelen, Blockflöten, Perkussionsinstrumente, Saxophone, eine elektrische Violine und andere können vor Ort im Übungsraum genutzt oder entleihen werden. Zur Bibliothek gehört auch ein Sonderbestand, der dem Leben und Werk des lange im Bezirk ansässigen Komponisten Kurt Schwaen (1909–2007) gewidmet ist.
Die Bibliothek verfügt über zahlreiche Arbeitsplätze, mehrere Internet-PCs, vier Laptops mit Internetzugang und über freien WLAN-Zugang.

## Kooperationspartner
- Förderverein Stadtbibliothek Marzahn-Hellersdorf e. V.[4]